# Маргонін (гміна)
Гміна Маргонін (пол. Gmina Margonin) — місько-сільська гміна у північно-західній Польщі. Належить до Ходзезького повіту Великопольського воєводства.
Станом на 31 грудня 2011 у гміні проживало 6395 осіб.

## Територія
Згідно з даними за 2007 рік площа гміни становила 122.00 км², у тому числі:
- орні землі: 61.00%
- ліси: 31.00%

Таким чином, площа гміни становить 17.93% площі повіту.

## Населення
Станом на 31 грудня 2011:
| Опис     | Загалом | Загалом | Чоловіки | Чоловіки | Жінки | Жінки |
| -------- | ------- | ------- | -------- | -------- | ----- | ----- |
| одиниця  | осіб    | %       | осіб     | %        | осіб  | %     |
| все      | 6395    | 100     | 3222     | 50.38    | 3173  | 49.62 |
| міське   | 3013    | 100     | 1494     | 49.59    | 1519  | 50.41 |
| сільське | 3382    | 100     | 1728     | 51.09    | 1654  | 48.91 |

## Сусідні гміни
Гміна Маргонін межує з такими гмінами: Будзинь, Вонгровець, Голаньч, Ходзеж, Шамоцин.